# Молин, Мартин
Мартин Молин (швед. Martin Molin; род. 24 января 1983, Гётеборг) — шведский композитор, продюсер, мульти-инструменталист, изобретатель и инженер-самоучка.  Он вырос в Кронопаркене в Карлстаде, Швеция; некоторое время назад переехал со всей творческой мастерской во Францию, но был вынужден вернуться домой для ухода за отцом.

## Образование и ранняя карьера
Молин получил музыкальное образование в швед. Musikmakarna (Академия композиторов) в Эрншельдсвик. В 2005 году он и его брат Андерс Молин вдохновились основать группу Детективное агентство Detektivbyrån после того как он услышал фр. La Valse d'Amélie саундтрек к фильму Амели Яна Тирсена. Идея погасла к 2010 году и группа распалась.

## Wintergatan
В 2011 году Мартин Молин, Эвелина Хегглунд, Маркус Шеберг и Дэвид Занден создали группу Wintergatan. Группа привлекла внимание, когда, вдохновленный посещением музея музыкальных инструментов Музея музыкальных автоматов Спилклок в Утрехте, Нидерланды, Молин построил свою Марбл-машину (англ. Marble Machine) - музыкальный автомат из 3000 компонентов, большей частью деревянных, которая воспроизводила мелодии при помощи 2000 металлических шаров.. После работы над машиной более 14 месяцев, он выпустил музыкальный видео клип с презентацией Марбл-машины, которое по состоянию на январь 2024 года имеет более 258 миллионов просмотров на YouTube. Затем он приступил к работе над Марбл-машиной Экс (англ. Marble Machine X), второй версии с более надежным устройством машины, с целью записи с ней альбома и отправки в мировое турне. Молин документирует процесс строительства на YouTube-канале группы в серии под названием англ. Wintergatan Wednesdays.
В 2017 году он представил серию видеофильмов англ. Music Machine Mondays об экспонатах голландского Музея музыкальных автоматов Спилклок. В 2020 году он планировал представить аналогичную серию о коллекции нем. Siegfrieds Mechanisches Musikkabinett (Механический музыкальный кабинет Зигфрида) в Брёмзерхофф (Рюдесхайм-ам-Райн) Германии. Однако это было остановлено из-за продолжающейся пандемии COVID-19.
В декабре 2020 года он провёл циклический тест на 50000 шариков на 4-х дорожках машины, получив результат в  надёжности - в процессе испытания выпало всего 4 шарика за более, чем 4 часа напрерывной работы машины.
11 января 2021 года Молин опубликовал первое видео на новом канале YouTube под названием Wintergatan 2021. Новые видео выполнены в стиле ежедневных влогов (в отличие от отдельных нумерованных видеороликов на Wintergatan), более подробно документирующих текущий проект постройки Марбл-машины Экс.

## Изобретения
Мартин Молин изобрёл и сконструировал несколько оригинальных музыкальных инструментов и автоматов: ондофон (ondophone), модулин (modulin), кибер бас (cyber bass), и др.